# Ростов-Головний
Ростов-Головний (рос. Ростов-Главный) — вузлова залізнична станція Ростовського регіону, головна станція Північно-Кавказької залізниці. Розташована в місті Ростові-на-Дону, адміністративному центрі Ростовської області. На станції зведено два вокзали — Головний і Приміський. За основним характером роботи є пасажирською станцією, за обсягом роботи віднесена до позакласної.

## Історія
Передбачалося звести залізничний вокзал не в Ростові-на-Дону, а у найбільшому і економічно розвиненому тоді сусідній Нахічевані-на-Дону. Однак, у 1873 році Нахічеванська дума відхилила пропозицію побудувати в місті вокзал і міст через річку Дон. Відмова була мотивована побоюваннями у зв'язку з можливим напливом в місто невірменського населення і асиміляцією. 
Датою заснування ростовського вокзалу вважається січень 1876 року,коли на станцію прибув перший поїзд. Саме тоді він став спільним для трьох залізниць, що існували в ті роки, в тому числі однією з найбільших в Росії Ростов-на-Дону — Владикавказ. Роком раніше був також відкритий для руху потягів залізничний міст через Дон, побудований за проєктом інженера Е. М. Зубова. Міст був одноколійним і складався з п'яти прольотів. Ростовський вокзал того часу був величезним триповерховим будинком, побудованим явно «на виріст» з урахуванням перспектив розвитку міста і транспортного вузла. Його проєкт був надісланий з Міністерства шляхів сполучення. Ім'я архітектора вокзалу невідомо. Поява залізничного вокзалу послужило сильним поштовхом до розвитку економіки міста. Ростов-на-Дону став великим торгово-промисловим центром півдня Росії, відібравши пальму першості у Нахічевані-на-Дону, обігнавши його в економічному зростанні. Саме після будівлі залізничного вокзалу у Ростові оселилася більшість відомих Нахічеванських купців. До початку XX століття в Ростові була велика кількість дохідних будинків, магазинів, заводів і навіть кінотеатрів, які належали Нахічеванським вірменам.

Старовинні світлини вокзалу
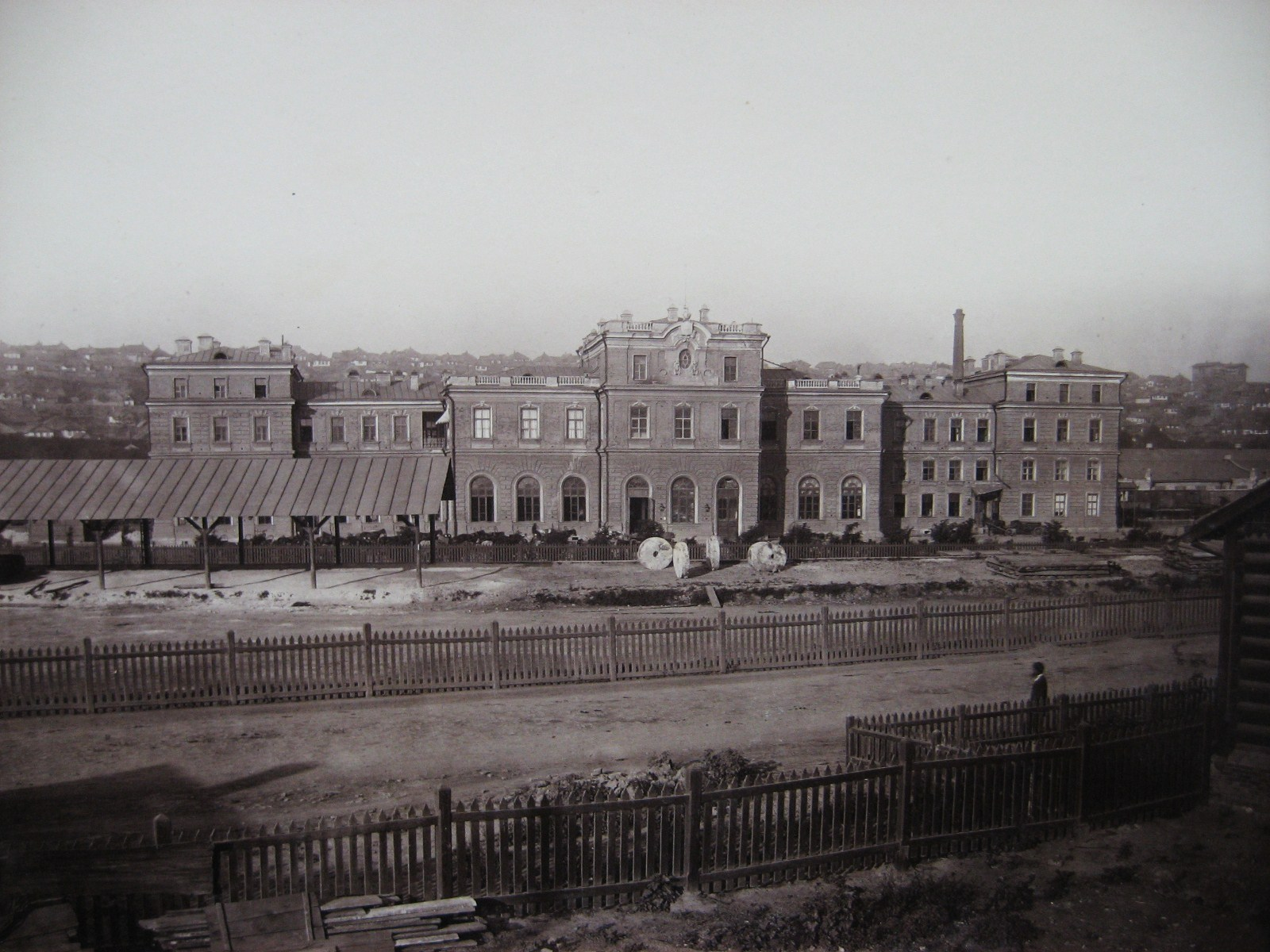
1876
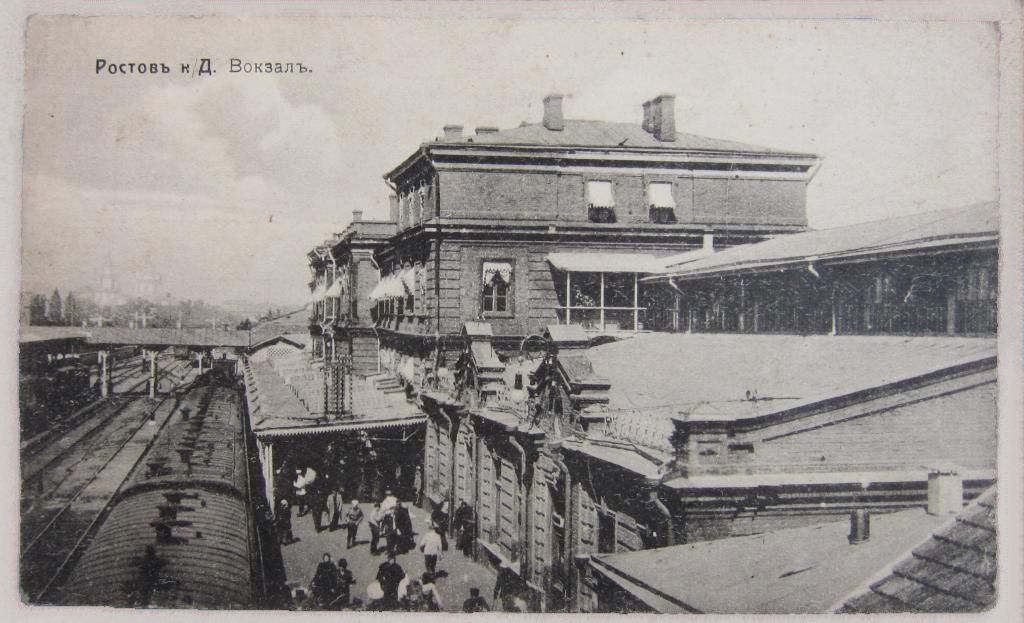
1900
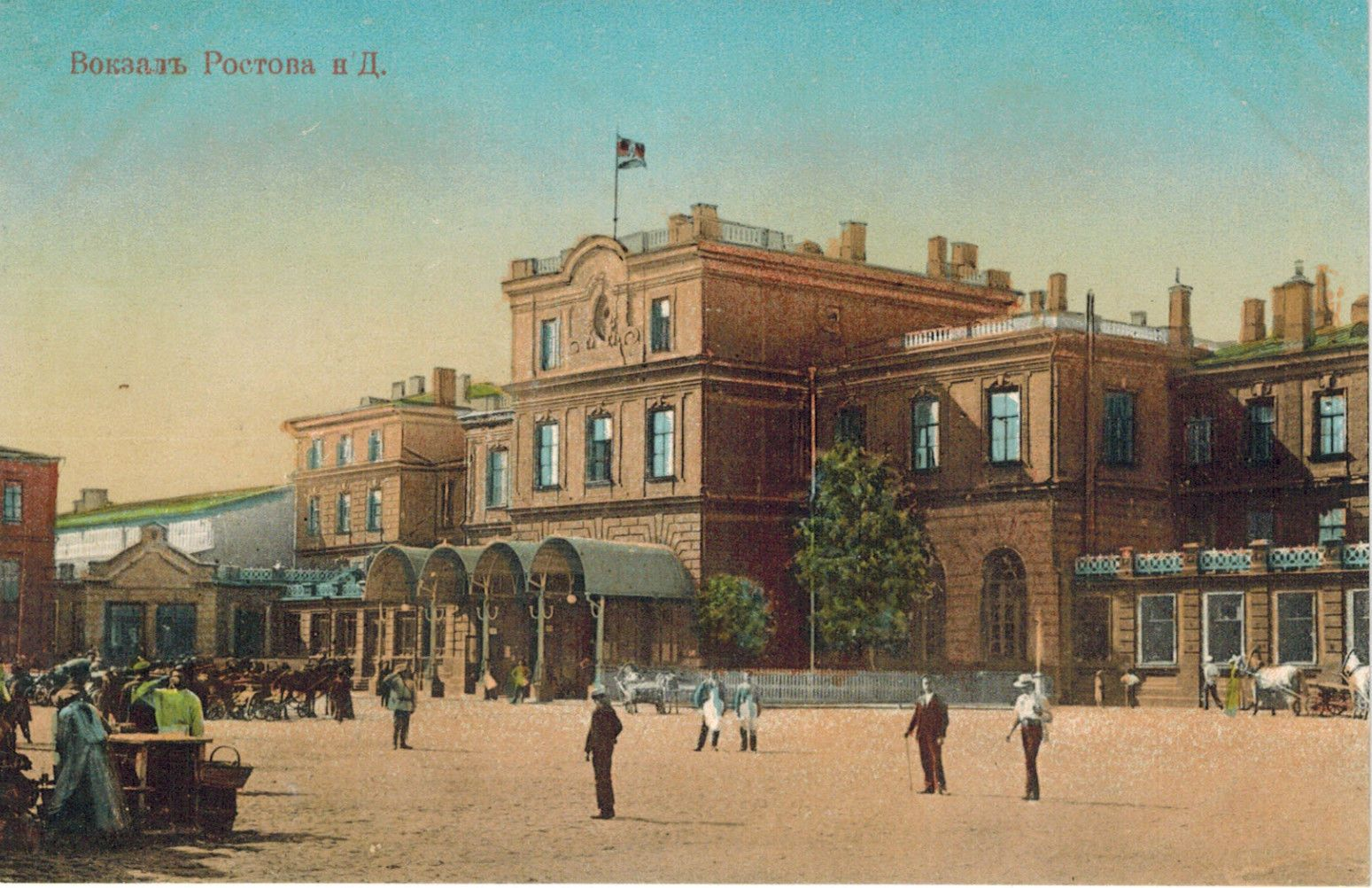
1910
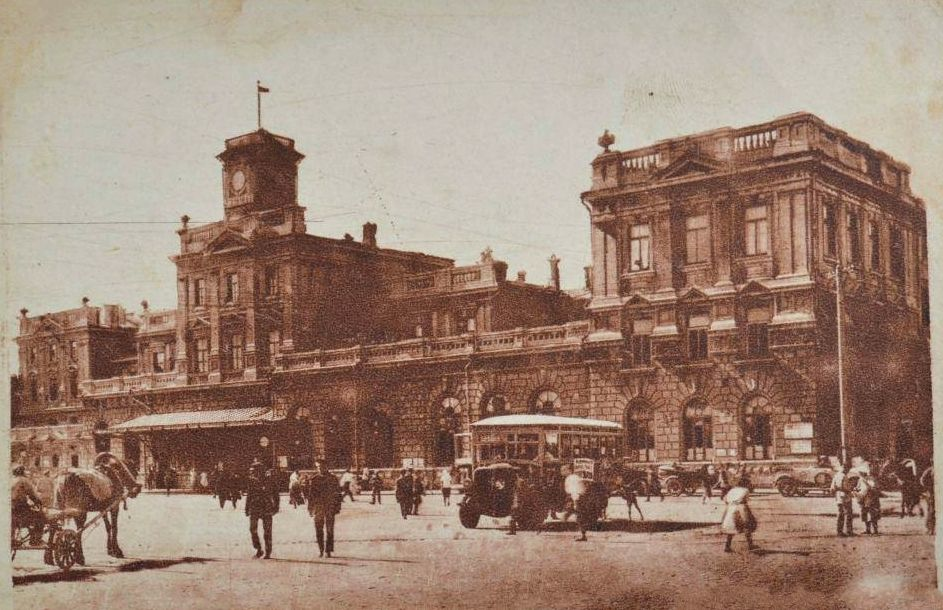
1924—1933

Північно-Кавказька залізниця завжди була однією з найбільш популярних пасажирських магістралей країни. Наприкінці 1930-х років на чорноморських курортах і курортах Кавказьких Мінеральних Вод відпочивали сотні тисяч людей. Природно, кількість перевезених пасажирів у зв'язку з цим різко зростала. Але Друга світова війна змішала всі плани. Восени 1941 року ростовський вокзал був зруйнований після запеклого повітряного нальоту фашистської авіації.
1962 року відкритий Приміський вокзал станції Ростов-Головний. Будівля вокзалу не один раз піддавалося перебудовам, відновленням і реконструкціям. Перша будівля ростовського вокзалу простояла понад 100 років. Наприкінці 1970-х років будівлю розібрано по частинах для того, щоб звільнити місце для будівництва нового вокзалу з готелем-«висоткою» і критим пішохідним мостом-конкорсом.

## Сучасність
У 2004 році завершена чергова реконструкція вокзалу. Зала очікування вміщує 600 посадкових місць, на першому пероні встановлені лавки і квіткові клумби. Квіти висаджені також на Привокзальній площі.
У 2006 році через ростовський вокзал відправлено понад 1,5 мільйона пасажирів. Уторгування від продажу проїзних документів склала близько 606,5 мільйона рублів. В цьому ж році кілька потягів далекого прямування, щоб розвантажити станцію Ростов-Головний, були перенаправлені на станцію Ростов-Першотравневий у західній частині міста, де був відкритий новий вокзал місткістю 100 пасажирів.

Інтер'єри вокзалу
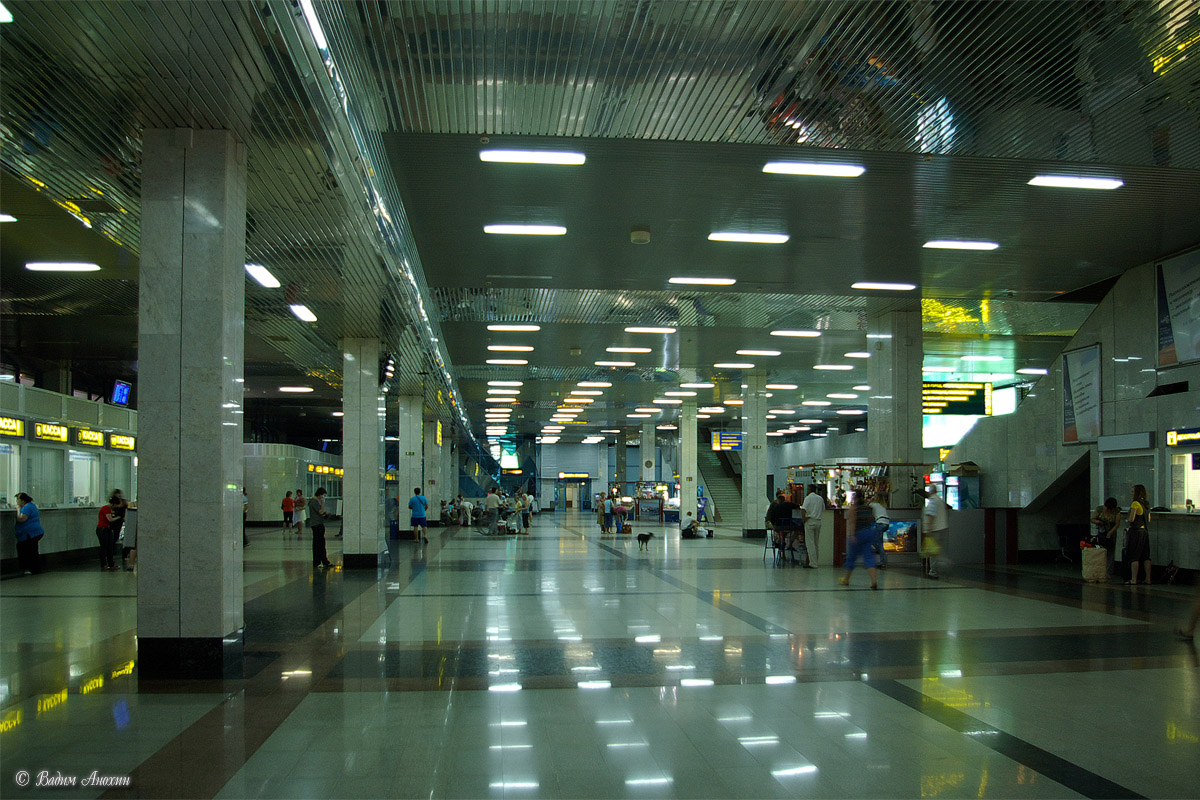
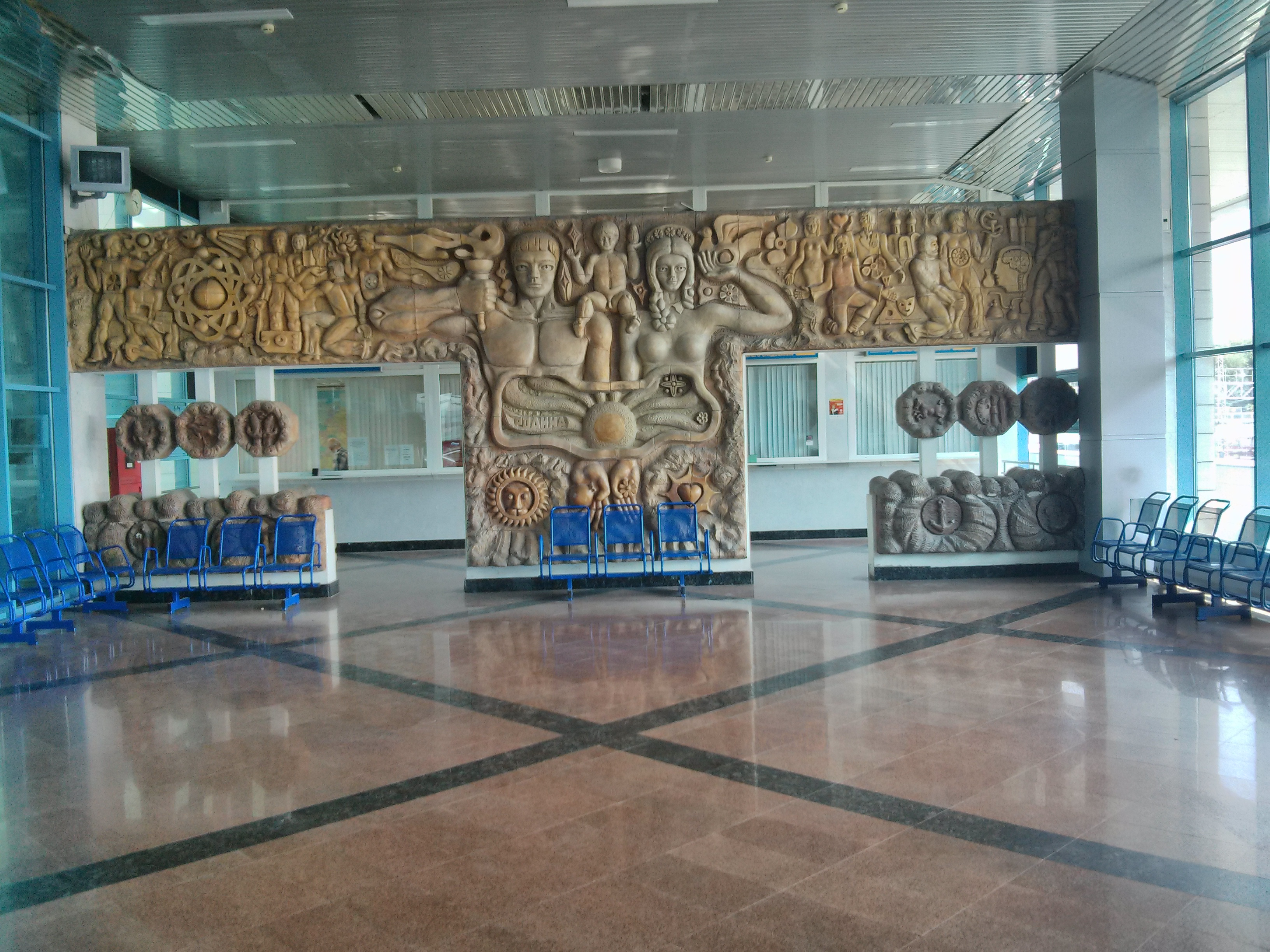
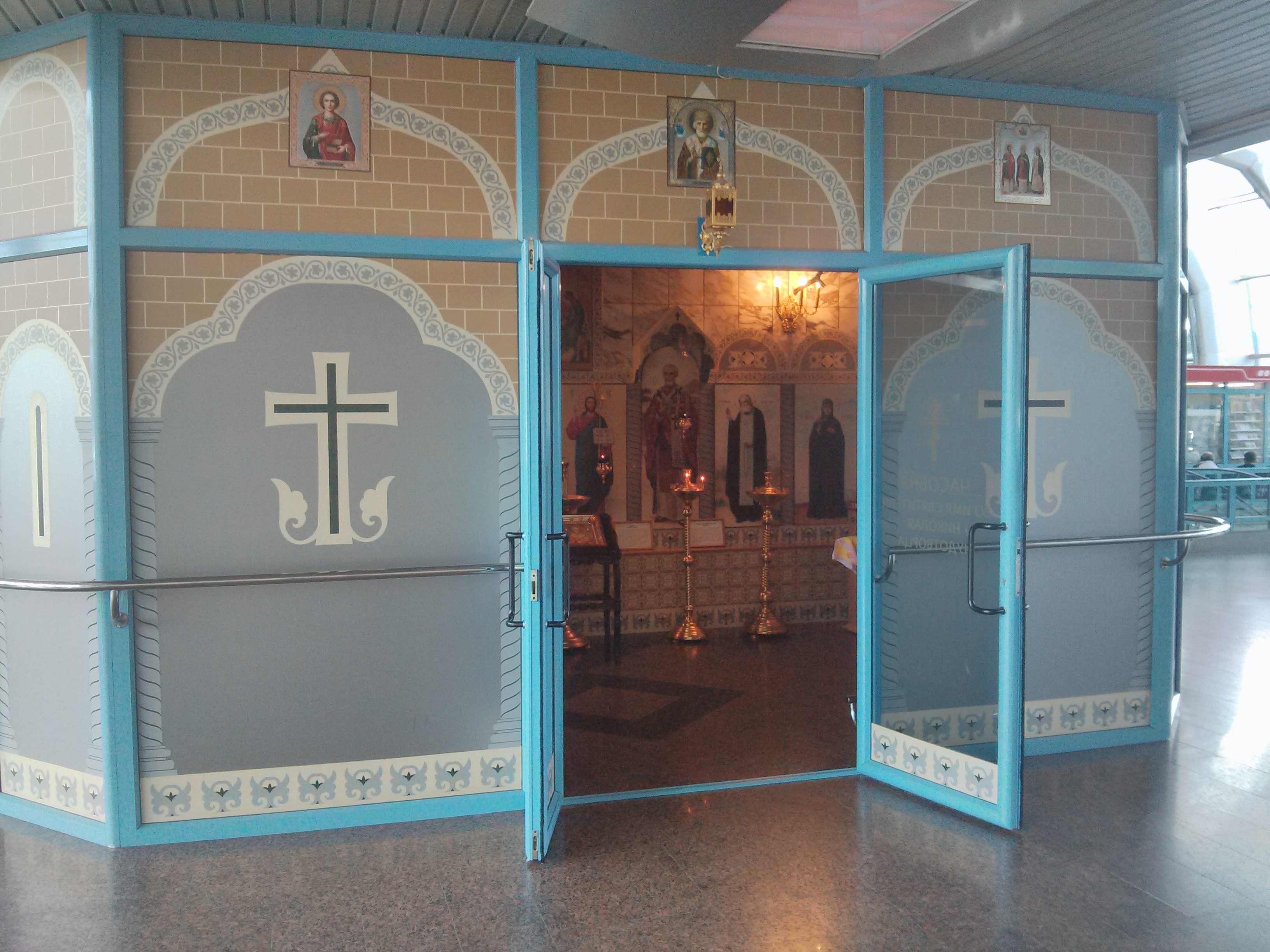

2009 року завершена докорінна реконструкція та ремонт будівлі Приміського вокзалу.
У літній сезон 2013 року через станцію Ростов-Головний розпочалися регулярні рейси швидких потягів № 101/102, 103/104 і 19/20 з новим двосистемним пасажирським електровозом ЕП20. Електровози при цьому йдуть без зміни від Москви до Ростова та Адлера і зворотному напрямку.
У 2016 році послугами вокзалу скористалися 3 млн. пасажирів, це найбільший показник серед всіх станцій Північно-Кавказької залізниці у 2016 році. У 2017 році вокзал станції Ростов-Головний обслужив 2,5 млн. пасажирів.
2017 року перед вокзалом побудований новий пункт огляду, встановлені електронні табло з інформацією про номер і маршрут потягів на кожній платформі, перед вокзалом, і в залі очікування. Реконструйована сама будівля вокзалу і платформи. Встановлено додаткове освітлення на платформах. Зроблена дитяча зона.
Наприкінці травня 2018 року замінений старий автоінформатор на новий з російською та англійською вимовою оголошень диктора вокзалу. Такі зміни відбулися у зв'язку з підготовкою до Чемпіонату світу з футболу (2018).

Панорами станції
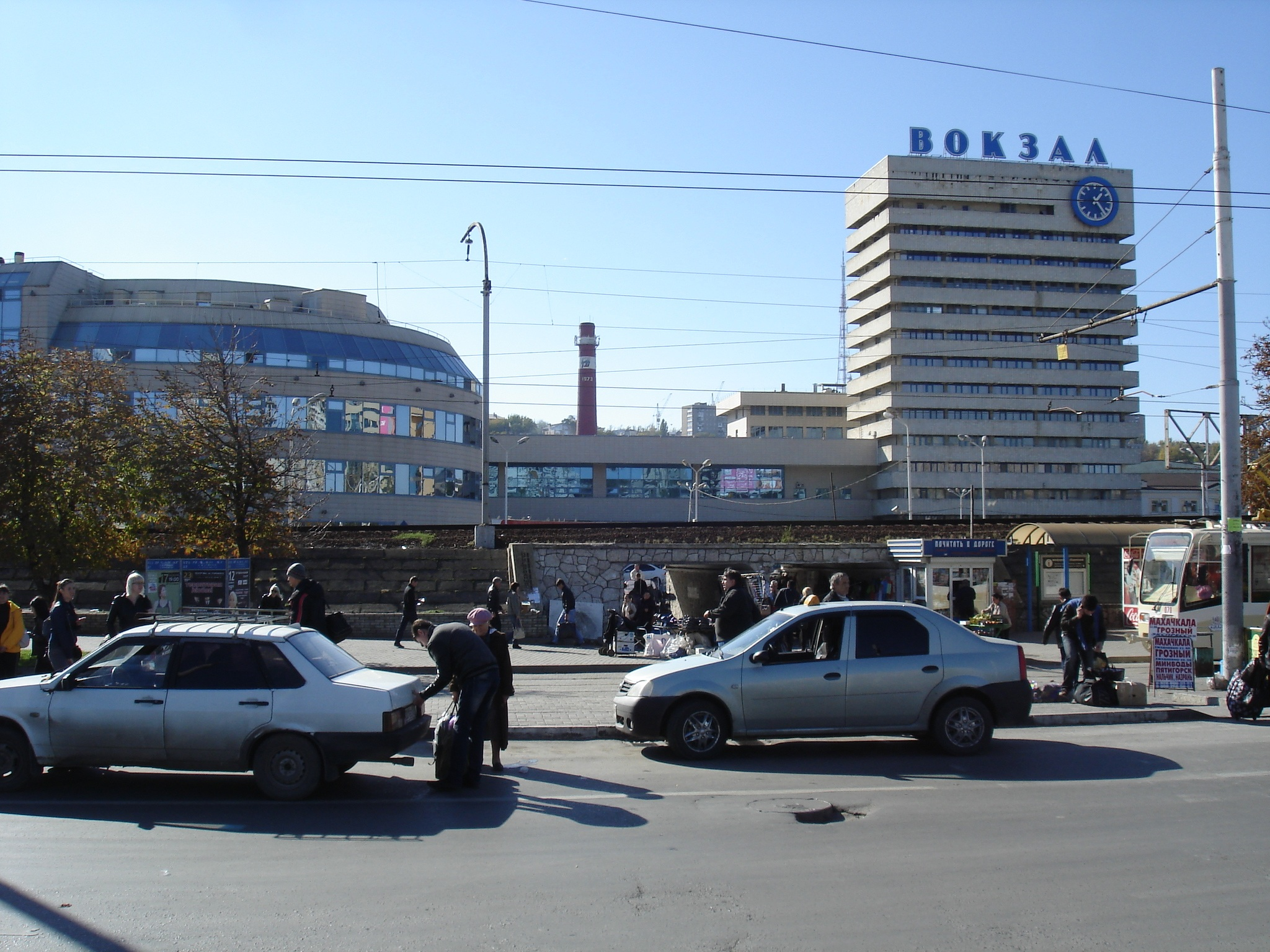
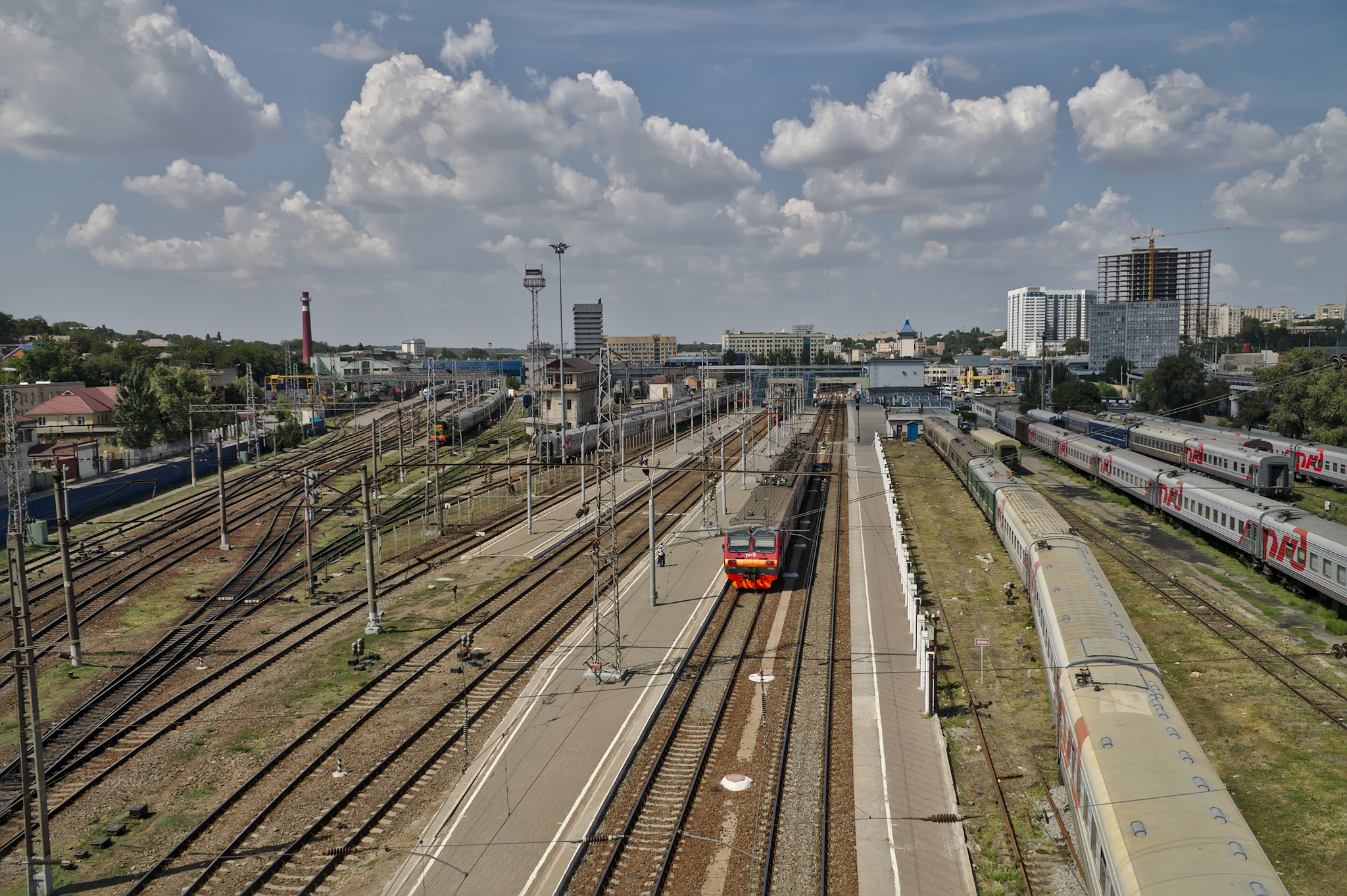
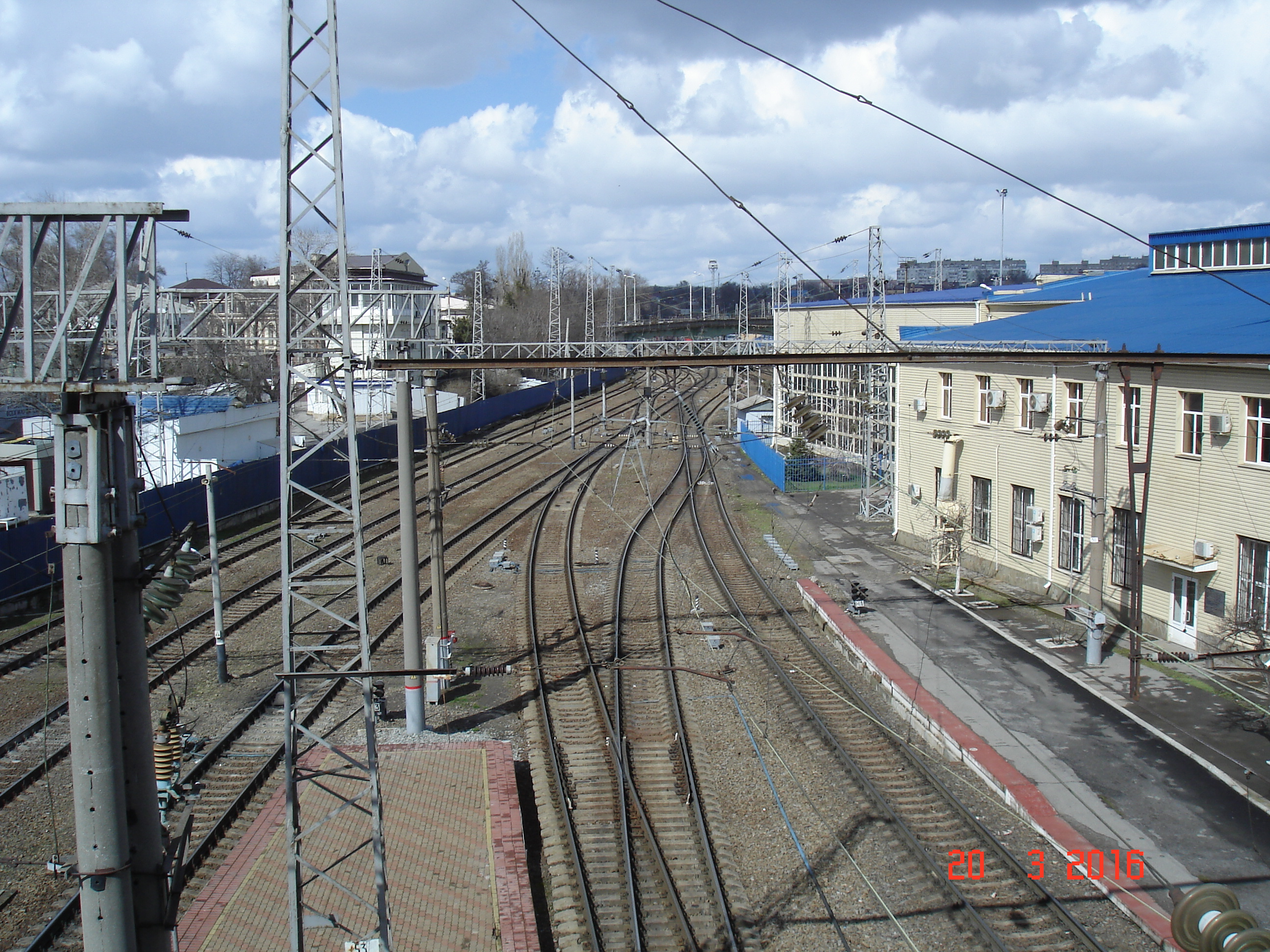
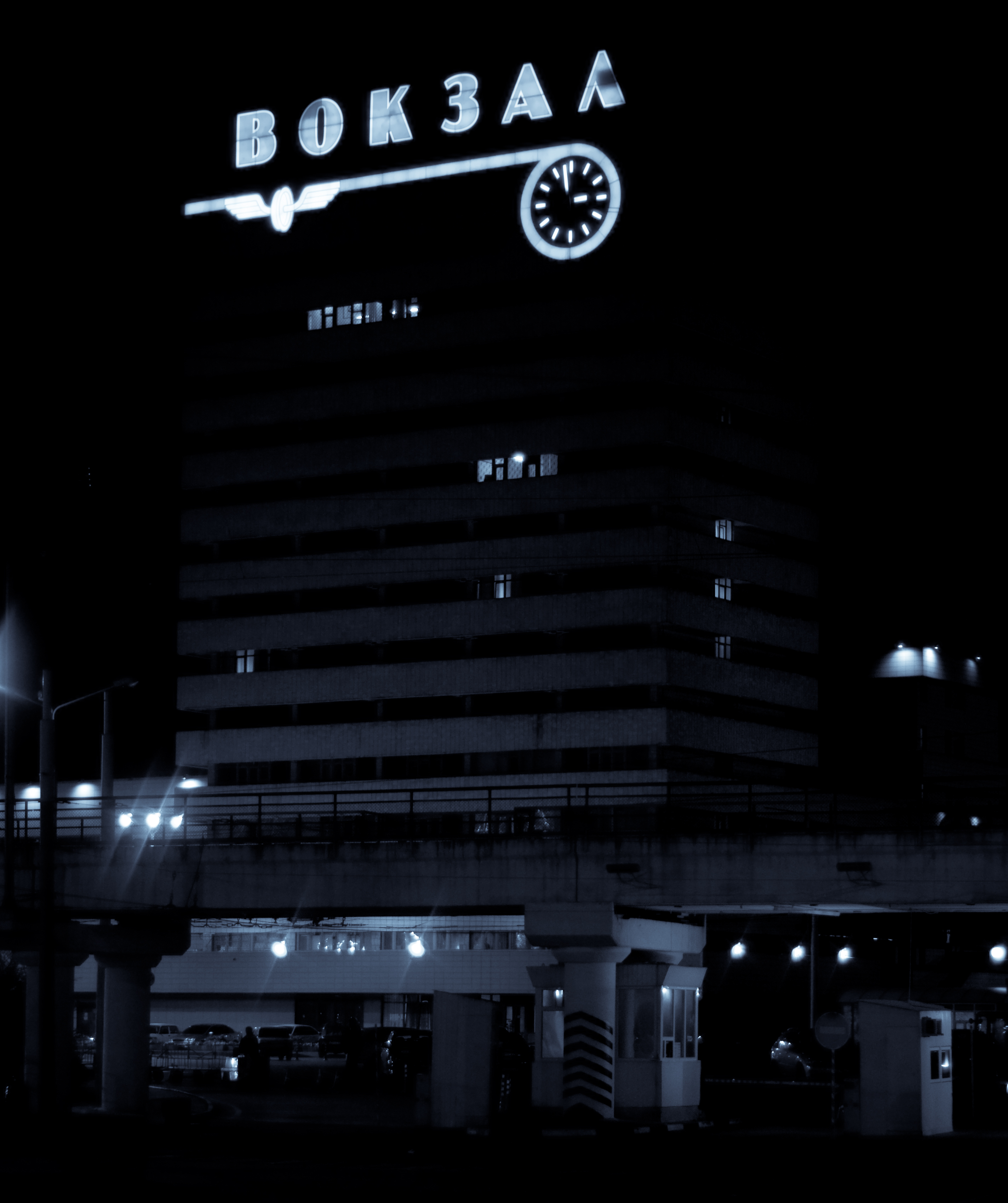

## Адреса вокзалу
- 344001, Росія, Ростовська область, м. Ростов-на-Дону, Привокзальна площа, 1/2.
- Довідкова: +7 (863) 267-02-10; +7 (863) 238-36-00 +7 (800) 775-00-00

## Галерея

Пасажирські поїзди на станції Ростов-Головний
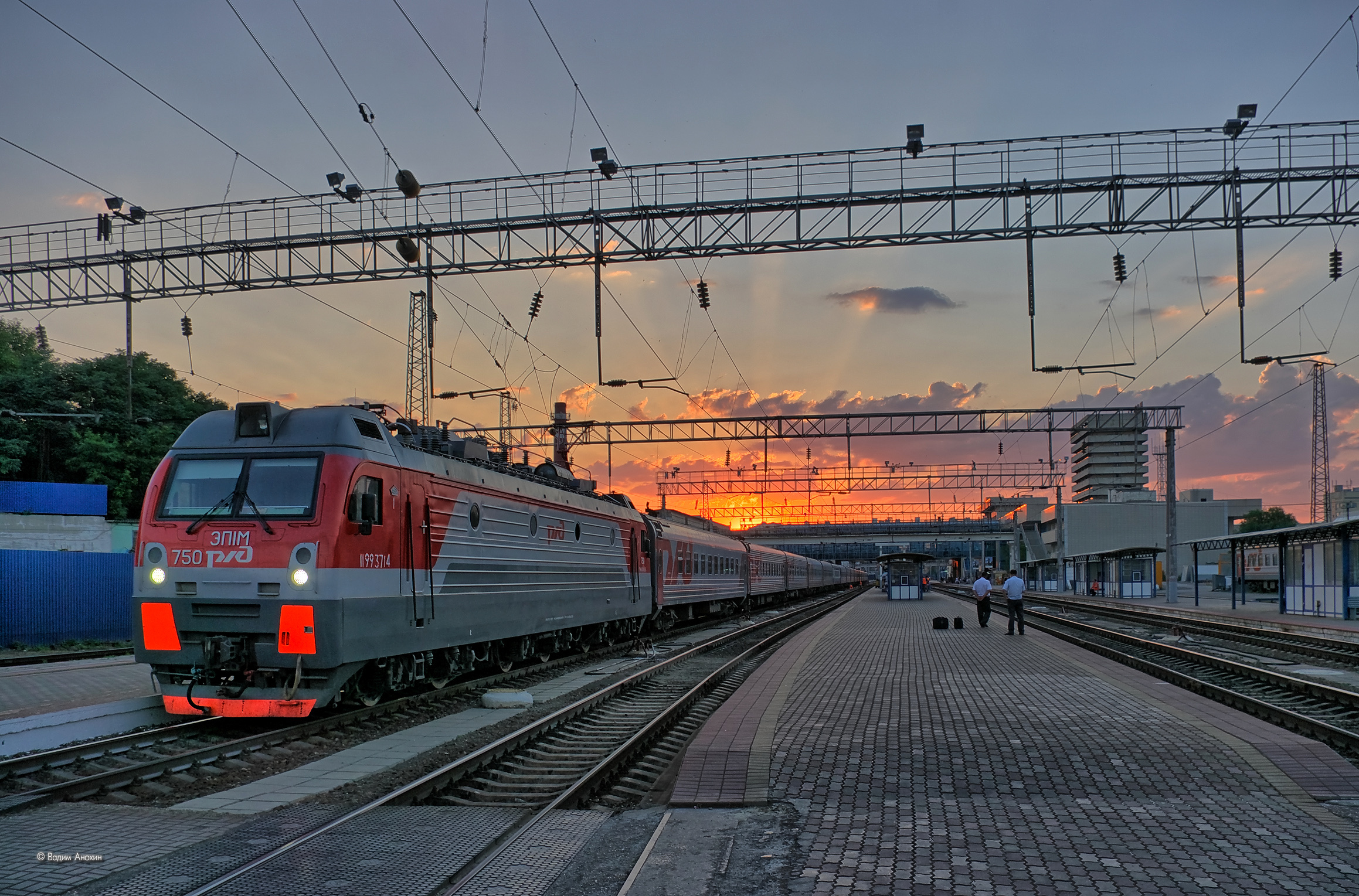
Поїзд на станції Ростов-Головний
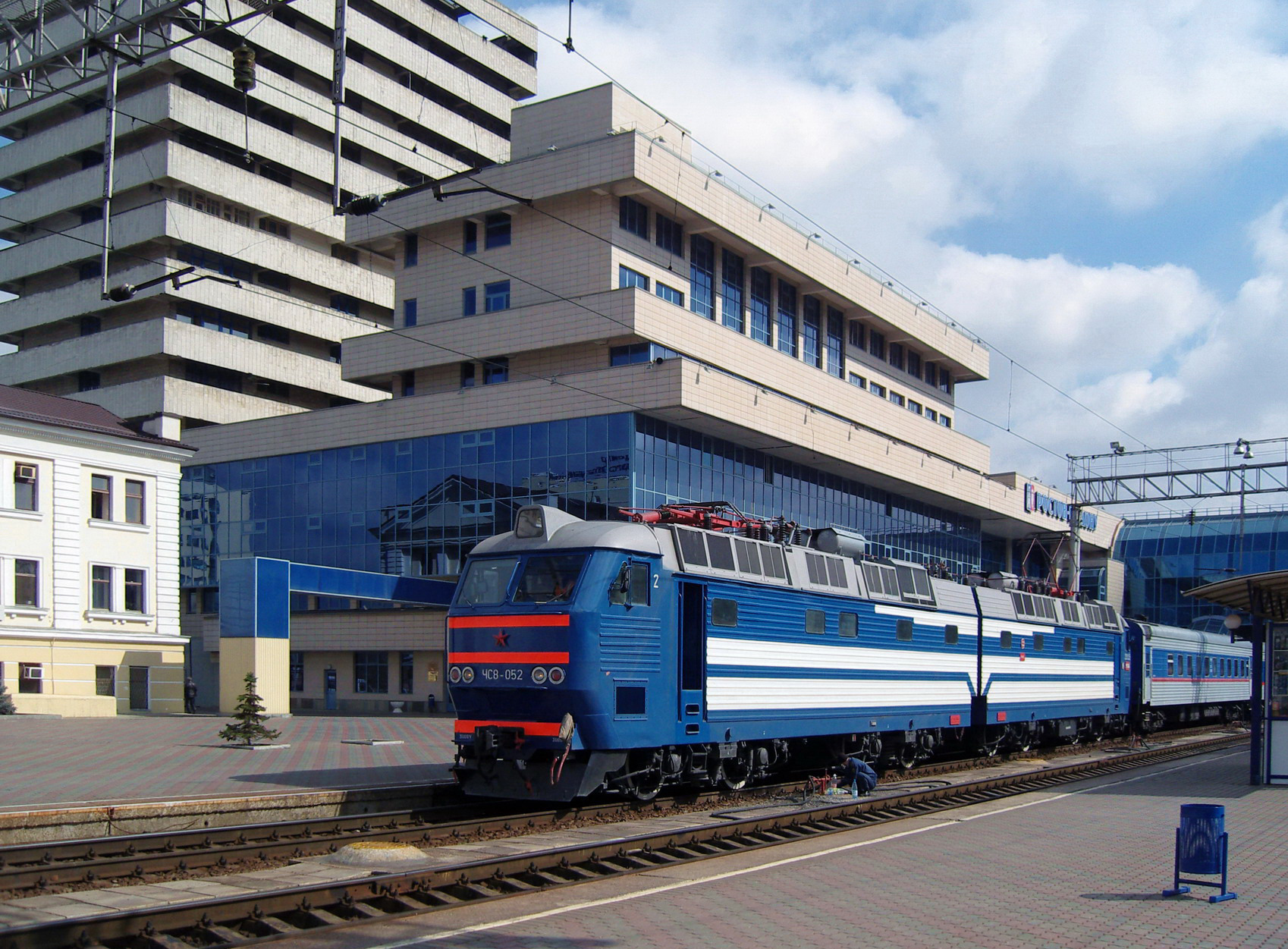
Фірмовий поїзд «Тихий Дон»
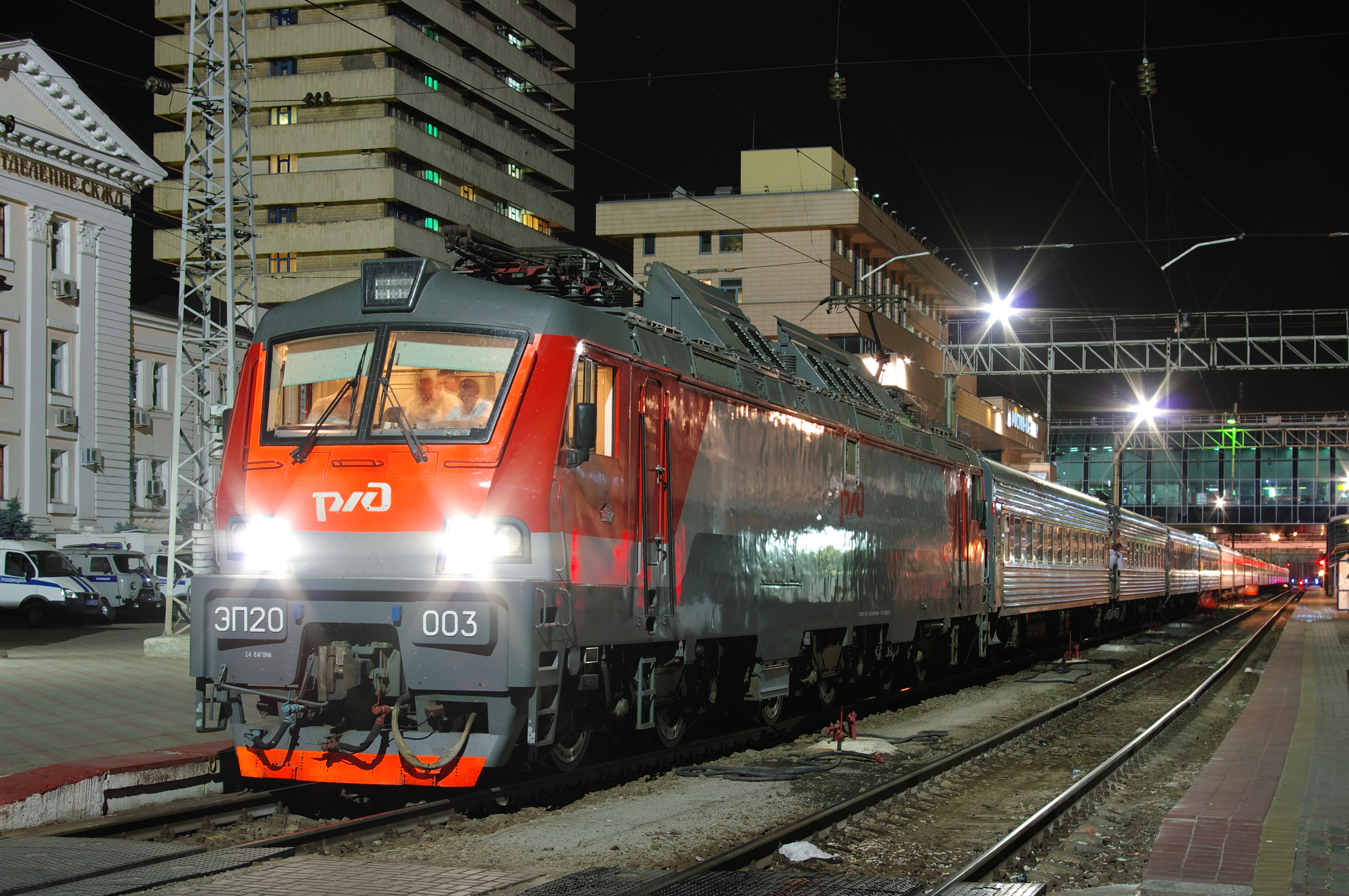
ЕП20-003 з поїздом № 104 Адлер — Москва
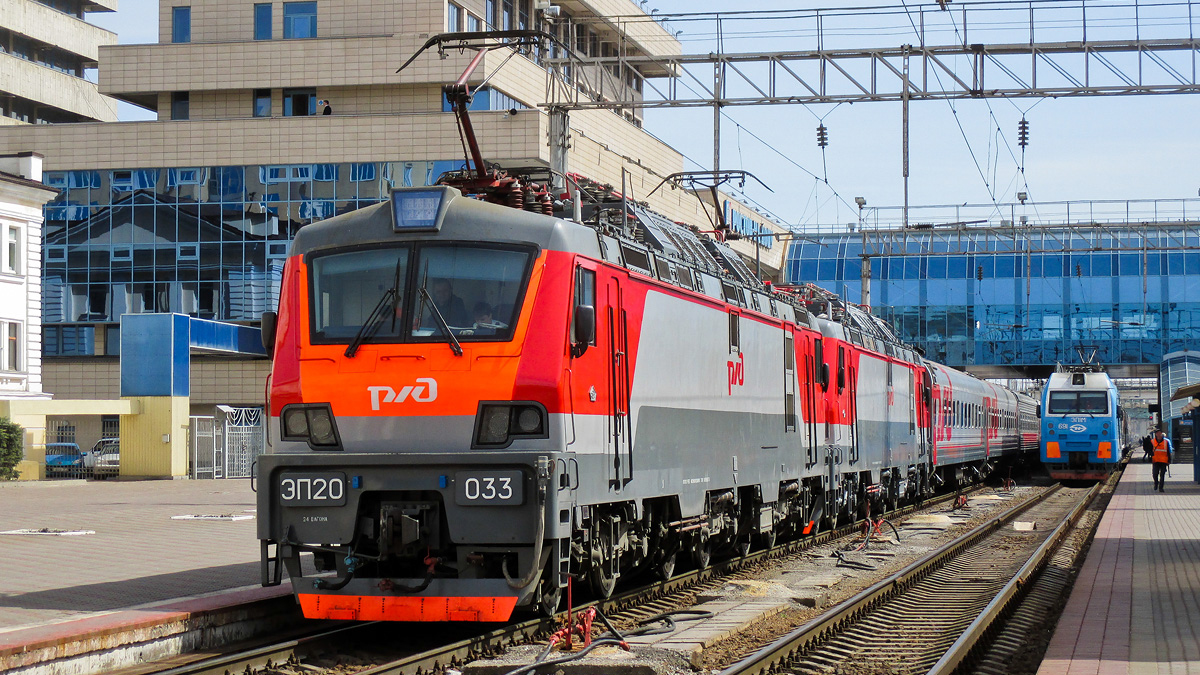
ЕП20-033 з поїздом Ростов-на-Дону — Москва
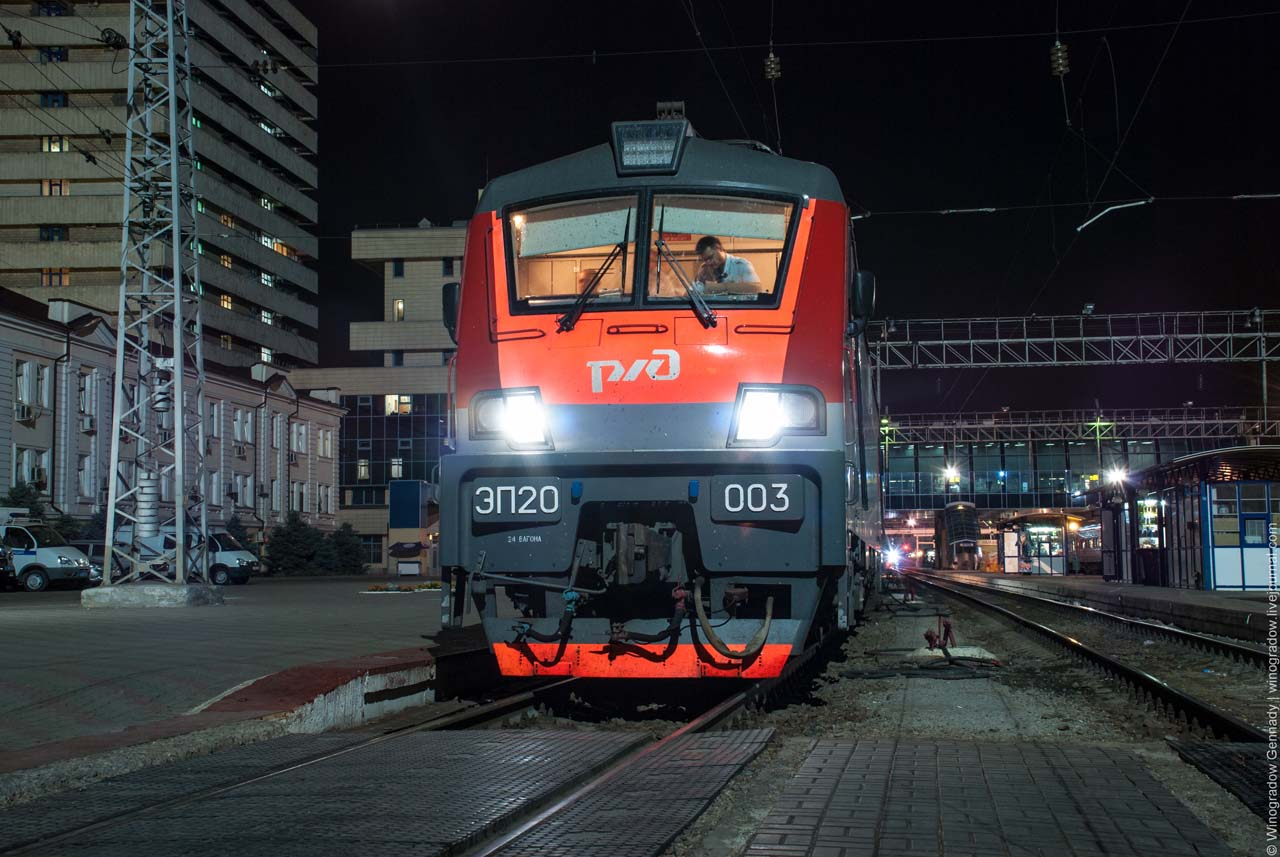
ЕП20-003
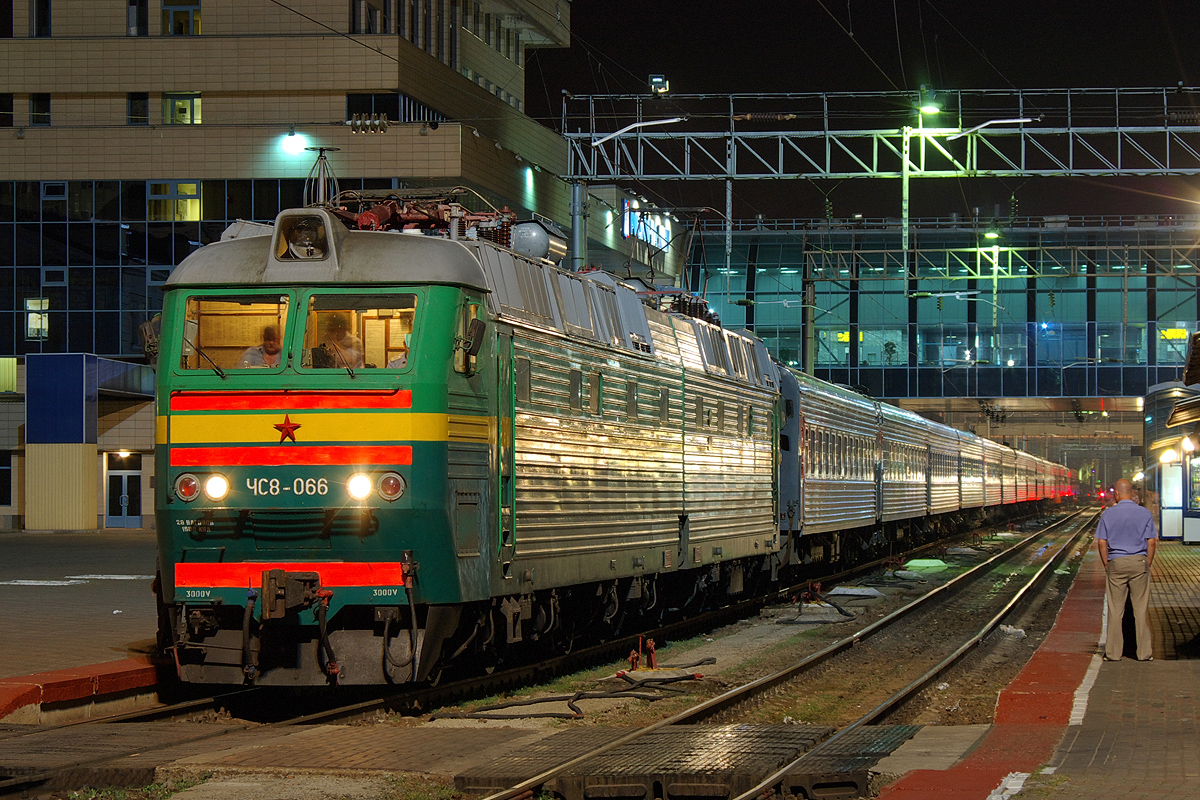
ЧС8-066
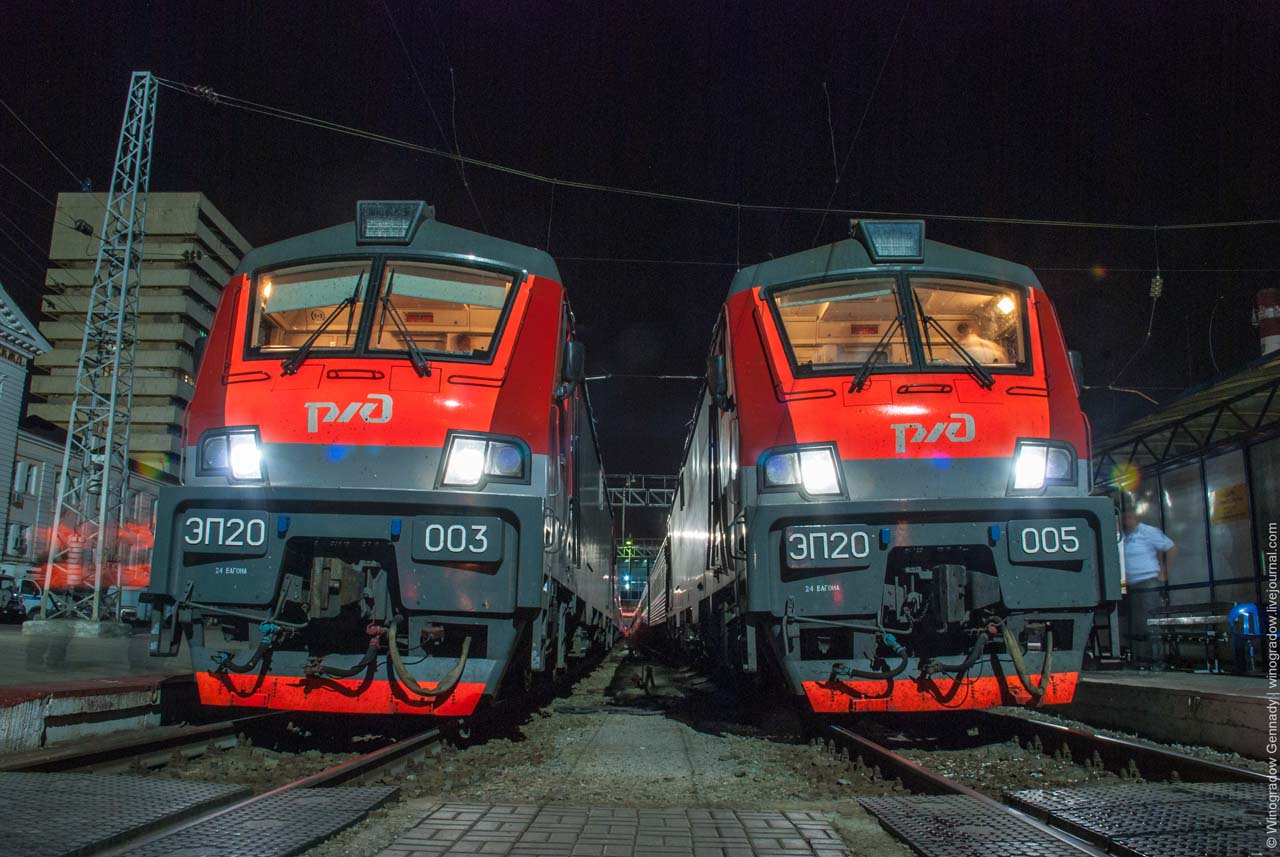
ЕП20-003 та ЕП20-005